# غريس كارلي هاريمان
غريس كارلي هاريمان (بالإنجليزية: Grace Carley Harriman)‏ هي فاعلة خير أمريكية، ولدت في 1873 في لويفيل في الولايات المتحدة، وتوفيت في 28 مارس 1950 في مانهاتن في الولايات المتحدة.